# إدموند سوليفان
إدموند سوليفان (بالإنجليزية: E. J. Sullivan) (و. 1869 – 1933 م) هو فنان، ورسام توضيحي من المملكة المتحدة، والمملكة المتحدة لبريطانيا العظمى وأيرلندا، ولد في لندن، توفي في لندن، عن عمر يناهز 64 عاماً.